# Phú Thái
Phú Thái là xã thuộc thành phố Hải Phòng, Việt Nam.

## Địa lý
Thị trấn Phú Thái nằm ở trung tâm huyện Kim Thành, có vị trí địa lý:
- Phía đông giáp xã Kim Liên
- Phía bắc giáp thị xã Kinh Môn
- Phía tây giáp xã Phúc Thành
- Phía nam giáp xã Kim Anh.

Thị trấn Phú Thái có diện tích 2,35 km² có dân số năm 2017 là 5.638 người, mật độ dân số là 2.408 người/km².

## Hành chính
Thị trấn Phú Thái được chia thành 2 khu phố: Ga, Tân Phú và 5 thôn: An Thái, Dưỡng Thái Bắc, Dưỡng Thái Nam, Dưỡng Thái Trung, Đồng Văn.

## Lịch sử
Thị trấn Phú Thái hiện nay phát triển từ một làng cổ mang tên Phú Thái, vào đầu thế kỷ 19 là xã Phú Thái, tổng Bất Náo, huyện Kim Thành, phủ Kinh Môn, trấn Hải Dương (sau đổi thành tỉnh Hải Dương vào năm 1831).
Tổng Bất Náo thời đó gồm 8 xã: Phú Thái, Bất Náo, Vân Dương, Cống Khê, Lương Xá, Mão Lộc, Cổ Phục, Dưỡng Thái (sau này thuộc các xã: Kim Anh (thôn Bất Náo...), Kim Liên (các thôn Vân Dương, Cống Khê...), Phúc Thành (thôn Dưỡng Thái) và thị trấn Phú Thái).
Ngày 7 tháng 10 năm 1995, thành lập thị trấn Phú Thái, thị trấn huyện lỵ huyện Kim Môn trên cơ sở 214,17 ha diện tích tự nhiên và 2.700 nhân khẩu của xã Phúc Thành A; 53,39 ha diện tích tự nhiên và 1.650 nhân khẩu của xã Kim Anh.
Ngày 17 tháng 2 năm 1997, huyện Kim Môn tách trở lại thành 2 huyện Kim Thành và Kinh Môn, thị trấn Phú Thái trở thành huyện lỵ huyện Kim Thành như hiện nay.
Ngày 24 tháng 10 năm 2024, Ủy ban Thường vụ Quốc hội ban hành Nghị quyết số 1250/NQ-UBTVQH15 về việc sắp xếp đơn vị hành chính cấp xã của tỉnh Hải Dương giai đoạn 2023 – 2025 (nghị quyết có hiệu lực từ ngày 1 tháng 12 năm 2024). Theo đó, điều chỉnh 0,51 km² diện tích tự nhiên, quy mô dân số là 757 người của xã Kim Xuyên và toàn bộ 3,68 km² diện tích tự nhiên, quy mô dân số là 4.684 người của xã Phúc Thành để nhập vào thị trấn Phú Thái.
Thị trấn Phú Thái có 6,51 km² diện tích tự nhiên và quy mô dân số là 11.901 người.

## Kinh tế - xã hội

### Kinh tế
Tại thị trấn Phú Thái tập trung nhiều nhà máy, xí nghiệp, công ty liên doanh trong và ngoài nước, thu hút nhiều lực lượng lao động của huyện Kim Thành.
Thị trấn Phú Thái là nơi giao thương buôn bán năng động, có chợ Phú Thái và hệ thống các cửa hàng, cửa hiệu bán lẻ ven đường khu vực trung tâm và phụ cận,...

### Giáo dục
Các trường trung học phổ thông tại thị trấn Phú Thái:
- Trường PTTH Kim Thành I
- Trường PTTH Kim Thành II
- Trường PTTH Phú Thái.

## Giao thông
Hệ thống giao thông của Phú Thái khá thuận tiện, có cảng sông Phú Thái, tuyến đường sắt Hà Nội - Hải Phòng đi qua, có ga Phú Thái và đường quốc lộ 5 chạy dọc theo thị trấn thuận tiện cho việc lưu chuyển đến Hải Phòng, Hà Nội, Quảng Ninh,... có các bến đỗ xe buýt đi Hà Nội, Hải Phòng và các chặng nối tiếp với các xã trong huyện, đặc biệt là với các xã khu C của huyện như Kim Anh, Ngũ Phúc, Kim Đính, Bình Dân, Liên Hòa, Đồng Gia, Cẩm La, Kim Tân, Đại Đức, Tam Kỳ,...
Thị trấn Phú Thái có 5 tuyến đường và 9 tuyến phố như sau:
- 5 tuyến đường: Quốc lộ 5, Trần Hưng Đạo, Đường 20/9, Thanh Niên, Bạch Đằng.
- 9 tuyến phố: Phạm Cảnh Lương, Hồng Thái, An Ninh, Đồng Tâm, Yết Kiêu, Hồng Hà, Thống Nhất, Bình Minh, Nguyễn Khuyến.